# Perlaky Gábor (tanár)
Perlaky Gábor, Perlaky Gábor Mihály Elek (Pest, 1871. július 20. – Budapest, 1939. február 23.) főgimnáziumi tanár, állami gimnáziumi igazgató.

## Életútja
Perlaky Mihály állami számszéki hivatalnok és Ajtay Mária fiaként született, 1871. augusztus 17-én keresztelték a budai alsóvízivárosi plébánián. Apja az 1870-es években hírlapíró volt. Tanulmányait Budapesten végezte és 1895-ben tanári oklevelet nyert. Egy évi növénytani tanársegédi működés után 1896-ban az aradi királyi főgimnázium tanára lett, ahol a természetrajzot és földrajzot tanította. 1901-02-ben a budapesti magyar királyi állami vetőmagvizsgáló állomás részére egyes, Arad megye területén termő ritkább gramineát gyűjtött és determinált. 1902. szeptemberben a budapesti VI. kerületi állami főgimnáziumhoz helyeztetett át. 1936. június 30-án Budapesten, a Ferencvárosban özvegyként feleségül vette a nála 29 évvel fiatalabb Berger Matild Annát. Az egyházi esküvőt 1936. július 2-án Kufsteinben, Tirolban tartották. Halálát hasi daganat, szívgyengeség okozta.
Cikkei az aradi királyi főgimnázium Értesítőjében (1898. Az aradi kerületi tornaverseny, 1899. A mérges növényekről, különös tekintettel Aradnak és vidékének flórájára).

## Munkái
- Sárga virágú Centaureáink. (Centaureae flaviflorae novae). Bpest, 1892. (Természetrajzi Füzetek XV. 1. ).
- Floristikai közlemények főkép Pestmegye flórájáról. (Observationes botanicae Praesertim ad floram pesthinensem spectantes). Uo. 1894. (Természetrajzi-Füzetek XVII. 3. 4.)